# Era Kansei

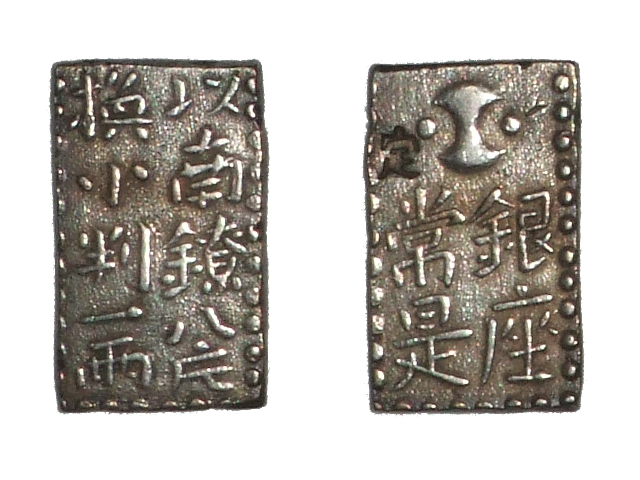
Moedas de prata cunhadas durante a era Kansei

Kansei (寛政) foi um 年号, ([nengō,] Erro: {{japonês}}: o texto tem marcação itálica (ajuda), lit. "nome de ano") após Tenmei e anterior a Kyōwa.  Este período durou de janeiro de 1789 até fevereiro de 1801.  O imperador reinante era Kōkaku-tennō (光格天皇).

## Mudança de era
- 1789 Kansei gannen (寛政元年): O novo nome de era  Kansei (significando "Governo Tolerante" ou "Governo mente aberta") foi criado para marcar um número de calamidades incluindo um incêndio no Palácio Imperial. A era anterior terminou e uma nova começou no Tenmei 9, no 25º dia do 1º mês.

## Eventos da era Kansei
As vastas mudanças e novas iniciativas do Xogunato Tokugawa durante essa era se tornaram conhecidas como as Reformas Kansei. 
Matsudaira Sadanobu (1759–1829) foi nomeado conselheiro chefe do xogun (rōjū) no verão de 1787; e no começo do próximo ano, se tornou regente pelo 11º xogun, Tokugawa Ienari. Como o chefe administrativo tomador de decisões na hierarquia bakufu, ele estava numa posição para efetuar mudanças radicais; e suas ações iniciais representaram um rompimento agressivo com o passado recente. Os esforços de Sadanobu se focaram no fortalecimento do governo ao reverter muitas das políticas e práticas que se tornaram comuns sob o regime do xogun anterior, Tokugawa Ieharu. Essas reformas políticas puderam ser interpretadas como uma resposta reacionária aos excessos do seu predecessor rōjū, Tanuma Okitsugu (1719–1788); e como resultado as reformas liberais de Tanuma, junto ao bakufu, e o afrouxamento do sakoku foram revertidas ou bloqueadas.
- 1790 (Kansei 2): Sadanobu e o xogunato promulgaram um édito endereçado a Hayashi Kinpō, o reitor da Academia Confuciana de Edo -- "A proibição Kansei dos estudos heteredoxos" (kansei igaku no kin).[5]  O decreto baniu certas publicações e ordenou a estrita vigilância da doutrina do Neo-Confucianismo, especialmente a respeito do curriculum da escola oficial Hayashi. [6]
- 1798 (Kansei 10): Revisão do Calendário Kansei